# Nada Dimić
Nada Dimić (née le 6 septembre 1923 à Divoselo (en) et morte le 17 mars 1942 au camp de concentration de Stara Gradiška) était une communiste yougoslave qui s'est battue aux côtés des Partisans au cours de la Seconde Guerre mondiale. Elle a reçu le titre de héros national de la Yougoslavie le 7 juillet 1951.

## Biographie
Nada Dimić est née au village de Divoselo (en) près de Gospić, en Croatie, dans une famille serbe. Elle termina ses études élémentaires à Gospić puis vint à Zemun, où elle étudia quatre ans au lycée de la ville et un an à l'Académie d'économie. En 1938, elle rejoignit les Jeunesses communistes et, en 1940, elle devint membre du Parti communiste de Yougoslavie (KPJ).
Après l'invasion de la Yougoslavie par les puissances de l'Axe en juin 1941, elle rejoignit la Première brigade partisane de Sisak, qui fut la première unité combattante des Partisans en Croatie. La même année, elle fut arrêtée par la police oustachi à Sisak et, au cours de son transfert à la prison de Zagreb, elle avala du poison pour éviter les interrogatoires. Elle échappa à la mort et fut bientôt secourue par la cellule du Parti à Zagreb et emmenée dans la région de Kordun, une zone contrôlée par les Partisans.
Après avoir recouvré la santé, Nada Dimić se rendit à Karlovac, où elle travailla comme agent secret pour les Partisans. Elle fut capturée par les Italiens et fut livrée aux Oustachis le 3 décembre 1941. Torturée par la police, elle ne communiqua aucune information. En février 1942, elle fut transférée au camp de concentration de Stara Gradiška et fut tuée un mois plus tard, à l'âge de 18 ans.

## Honneurs et postérité
Nada Dimić a été décorée de l'ordre du Héros national le 7 juillet 1951.
L'école secondaire d'économie de Zemun, créée en 1883, porte aujourd'hui son nom.
Le 18 mars 2012, au mémorial de Jasenovac, s'est tenue une table ronde sur « Nada Dimić dans la mémoire culturelle », à l'occasion du 70e anniversaire de sa mort.